# Jon Hellevig
Jon Krister Hellevig, född 26 februari 1962 i Helsingfors, död 26 maj 2020 i Moskva, var en finländsk advokat och affärsman, verksam i Ryssland sedan början av 1990-talet.

## Biografi
Hellevig avlade jur.kand.-examen vid Helsingfors universitet år 1985. År 1998 avlade han en MBA-examen vid École Nationale des Ponts et des Chaussees och University of Bristol Graduate School of International Business med KPMG European Training Center, 1998.
Han har skrivit böcker om rysk lagstiftning och ryska samhället och är kolumnist i ryska medier. Han stöder Vladimir Putins regim och separatiströrelsen i Ukraina.
Hellevig var kandidat i Europaparlamentsvalet 2014, där han förespråkade att Finland skulle lämna Europeiska unionen och upprätthålla goda relationer med Ryssland. Under kampanjen orsakade han uppståndelse när han läxade upp och hotade operasångerskan Karita Mattila efter att hon hade vägrat att uppträda under ledning av en rysk dirigent, som stödde Putins politik i Ukraina. Han valde då att dra sig ur valet efter att Självständighetspartiet tog avstånd från honom.

## Internationell karriär
I slutet av 1980-talet var Hellevig en av grundarna av Interbank, som fokuserade på att hantera transaktioner mellan olika banker i Finland. Marknaden föll strax efter början av den finska bankkrisen och banken såldes därefter.
Under bankkrisen var Hellevig tvungen att överväga en ny inriktning av sin karriär, och reste till Sovjetunionen för att besöka sina släktingar. Strax efter hans återkomst, ägde den sovjetiska statskuppen 1991 rum. Hellevig började då att studera ryska språket och förlades till Moskva av det finska byggföretaget Haka för sköta förbindelsen med det delägda samriskföretag Sofinamtrans. Han var den enda utlänningen i organisationen och fick en grundlig introduktion till den sovjetiska byråkratin. I uppdraget ingick förhandlingar med EBRD vilka pågick i fem år.
Hellevig nästa uppdrag var för Armstrong World Industries, som producerade innertak. Företaget hade ambitiösa investeringsplaner och Hellevig ledde en stor ekonomiavdelning. Den ryska finanskrisen 1998 satte emellertid stopp för investeringarna och företagets kapacitet underutnyttjades. Armstrong var pressat att hålla nere kostnaderna, men ville ändå stanna på den ryska marknaden. Hellevig övertalade företaget att lägga ut den drabbade avdelning under ett nytt företag, Avenir, med honom själv som chef, där det kunde betjäna även andra företag verksamma i Ryssland.
Avenir Group ändrade senare namn Awara och erbjuder konsulttjänster för företag som verkar i Ryssland. Hellevig leder fortfarande bolaget som har enheter i Sankt Petersburg, Moskva, Tver och Jekaterinburg, samt i Kiev i Ukraina och Helsingfors i Finland. Hellevig är också ledande partner i advokatfirman Hellevig, Usov & Klein, som verkar under Awara.